# Rafael Berges
Rafael Berges Martín, född den 21 januari 1971 i Córdoba, Andalusien, är en spansk fotbollsspelare som tog OS-guld i herrfotbollsturneringen vid de olympiska sommarspelen 1992 i Barcelona.